# Tuff-up tube
Een Tuff-up tube is een anti-lekmiddel voor de banden van de Honda Super Cub, geproduceerd vanaf 1958.
De Tuff-up tube bestaat uit een vloeistofvulling tussen twee lagen in de binnenband. Bij lekrijden dicht de vloeistof (water met glycol, nylonvezels en fijn poeder) het gat, waardoor geen lucht verloren gaat.